# Эрель
Эрель (нем. Oerel) — община в Германии, в земле Нижняя Саксония.
Входит в состав района Ротенбург-на-Вюмме. Подчиняется управлению Гестеквелле. Население составляет 1869 человек (на 31 декабря 2010 года). Занимает площадь 33,70 км².
Коммуна подразделяется на 5 сельских округов.